# Coronadoa
Coronadoa là một chi ốc biển, là động vật thân mềm chân bụng sống ở biển trong họ Trochidae, họ ốc đụn.

## Các loài
Các loài trong chi Coronadoa gồm có:
- Coronadoa hasegawai Geiger & Sasaki, 2009[2]